# RideLondon-Surrey Classic 2016
La RideLondon-Surrey Classic 2016 est la cinquième édition de cette course cycliste. Elle fait partie du calendrier UCI Europe Tour 2016 en catégorie 1.HC et a lieu le 31 juillet 2016. Elle est remportée par le coureur belge Tom Boonen, de l'équipe Etixx-Quick Step, qui s'impose au sprint devant les Australiens Mark Renshaw (Dimension Data) et Michael Matthews (Orica-BikeExchange).

## Classement
|    | Cycliste         | Pays        | Équipe                | Temps           |
| -- | ---------------- | ----------- | --------------------- | --------------- |
| 1  | Tom Boonen       | Belgique    | Etixx-Quick Step      | 4 h 43 min 56 s |
| 2  | Mark Renshaw     | Australie   | Dimension Data        | m.t.            |
| 3  | Michael Matthews | Australie   | Orica-BikeExchange    | m.t.            |
| 4  | Jens Debusschere | Belgique    | Lotto-Soudal          | m.t.            |
| 5  | Jarosław Marycz  | Pologne     | CCC Sprandi Polkowice | m.t.            |
| 6  | Paolo Simion     | Italie      | Bardiani CSF          | m.t.            |
| 7  | Floris Gerts     | Pays-Bas    | BMC Racing            | m.t.            |
| 8  | Tobyn Horton     | Royaume-Uni | Madison Genesis       | m.t.            |
| 9  | Steele Von Hoff  | Australie   | ONE                   | m.t.            |
| 10 | Mark McNally     | Royaume-Uni | Wanty-Groupe Gobert   | m.t.            |